# Patrologia Orientalis
A Patrologia Orientalis é uma tentativa de criar uma coleção completa das obras dos Padres da Igreja orientais escritas em siríaco, armênio, árabe, copta, ge'ez, georgiano e eslavônico. Ela foi proposta para complementar as já completas e influentes Patrologias de Migne do século XIX: a Patrologia Graeca e a Patrologia Latina. 
Ela começou em 1897 como Patrologia Syriaca, foi descontinuada nesta forma e reeditada como Patrologia Orientalis. A coleção começa com os textos litúrgicos que tratam de hagiografias. Desde então, edições críticas da Bíblia, obras teológicas, homilias e cartas foram publicadas. 
A edição continua. Os editores foram René Graffin, (†1941); François Nau (†1931); Max, Príncipe da Saxônia (†1951) e, a partir daí, François Graffin. O volume 1 foi publicado em 1904 e em 1984 foi publicado o volume 41.